# 戸場口山古墳
座標: 北緯36度7分18.2秒 東経139度28分44.5秒 / 北緯36.121722度 東経139.479028度

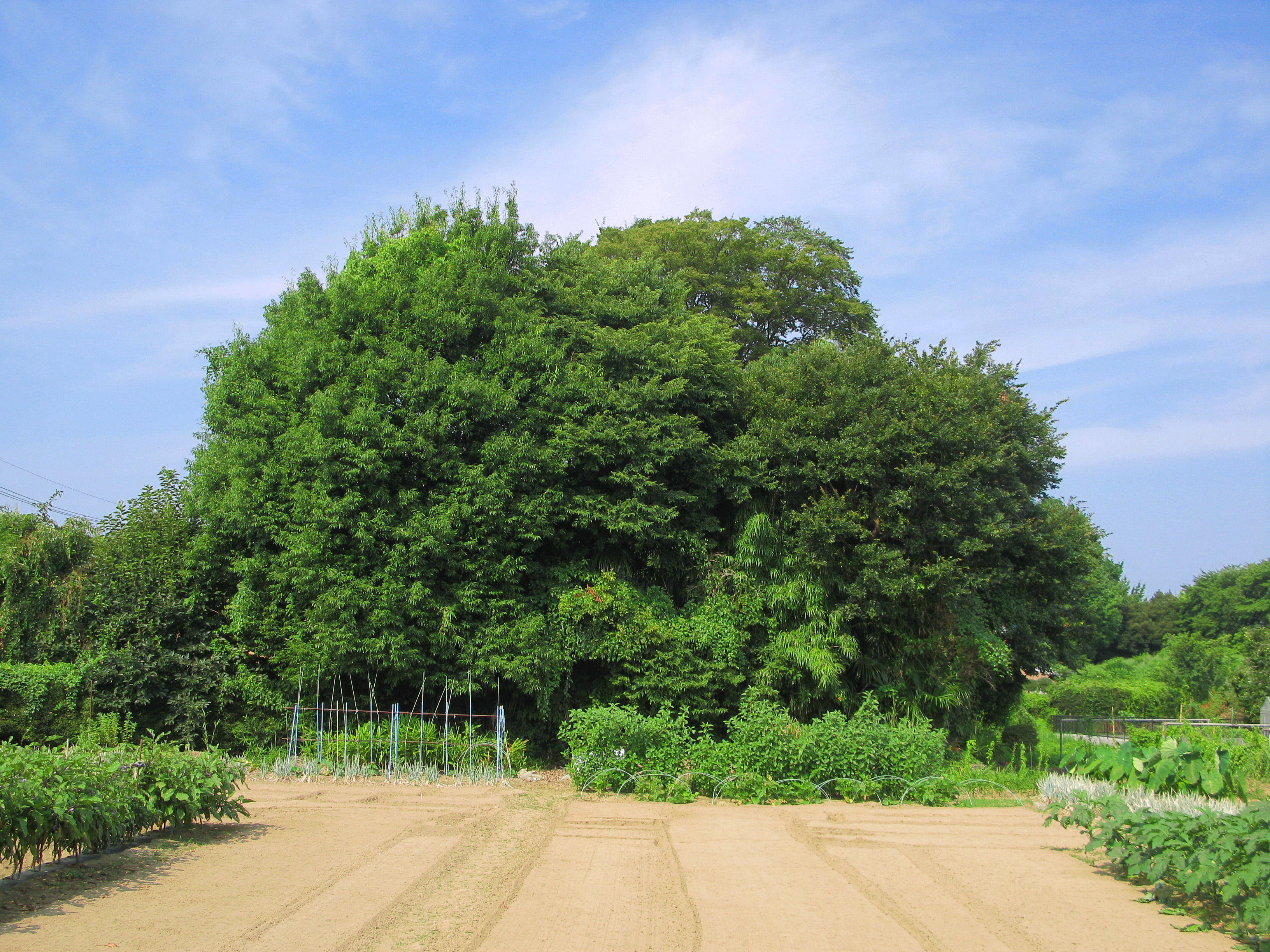
戸場口山古墳址（2011年8月）
現在は宅地となっている。（東側より撮影）

戸場口山古墳（とばぐちやまこふん）は、埼玉県行田市の埼玉古墳群に属する古墳のひとつであったが、1918年頃に消滅した。

## 概要
一辺40メートル、高さ約4メートルの方墳で、2重の周濠を持ち、今もその痕跡が残っている。その周濠は、一部中の山古墳と重複している箇所がある。
中の山古墳、奥の山古墳と共に渡柳三大墳と呼ばれていた。埋葬施設に関しては、大正年間に墳丘の土取りがされた時掘り出された石は、畳2,3枚分の大きさだったと伝えられるため、中型の横穴式石室だったと考えられる。また、その後の調査で、側壁に使用されたと思われる凝灰質砂岩も出土している。
出土品に関しては、『新編武蔵風土記稿』に、近年石棺の中から大刀が出土したという記述があるが、昭和初期には行方不明になっている。また、1918年の土取り時には出土品は何も無かったようである。
古墳の築造年代は、周濠から出土した須恵質の埴輪壷から、7世紀半ば頃と考えられている。